# Charlotte Moorman
Charlotte Moorman (Little Rock, 18 novembre 1933 – 8 novembre 1991) è stata una violoncellista e artista statunitense, attiva nel campo della Performance art.

## Biografia
Madeline Charlotte Moorman è nata a Little Rock, Arkansas, ha studiato violoncello dall'età dei dieci anni e ha conseguito il Bachelor of Arts in musica nel 1955. Ha ricevuto il Master's degree dall'University of Texas at Austin e ha continuato i suoi studi alla The Juilliard School nel 1962.
Dopo aver cominciato la sua attività in tradizionali sale da concerto, fu subito interessata e coinvolta attivamente nell'arte multimediale e nella performance. Diventò una stretta collaboratrice dell'artista coreano Nam June Paik, con il quale operò a livello internazionale.
Nel 1967 raggiunse la notorietà per la sua performance nel contesto del lavoro di Paik Opera Sextronique, una performance seminuda che le costò un'accusa di oscenità. L'incidente le diede una fama nazionale. Realizzò partecipazioni performative in altre opere di Nam Jume Paik, come, ad esempio, TV Bra for Living Sculpture (1969).
Tra le altre performance senza dubbio va annoverata quella a Basilea nel 1974 dove la Moorman viene spogliata e ricoperta di veli, luci e fiori dall'artista napoletano Giuseppe Desiato che la fa apparire così una Madonna sacrilega sotto gli occhi tra l'altro del capostipite dell'azionismo viennese Hermann Nitsch.
Charlotte Moorman è stata coinvolta nel movimento Fluxus, amica e collaboratrice di molti noti artisti della seconda metà del XX secolo, tra questi: Tony Pileggi, Nam June Paik, John Cage, Joseph Beuys, Wolf Vostell, Yōko Ono, Carolee Schneemann, Jim McWilliams e altri. Nel 1966 l'artista Joseph Beuys le dedicò il suo lavoro Infiltration Homogen für Cello. La body artist Carolee Schneemann tiene una pagina in memoria della Moorman sul Web.